# Blood on the Dance Floor: HIStory in the Mix
Blood on the Dance Floor: HIStory in the Mix (detto anche solamente Blood on the Dance Floor) è un album di remix del cantante statunitense Michael Jackson, pubblicato il 15 maggio 1997 in Europa e il 20 maggio negli Stati Uniti dalla Epic Records.
L'album ottenne un buon successo in Europa, arrivando tra le prime dieci posizioni in quasi tutte le classifiche, raggiungendo la prima posizione nel Regno Unito e in Francia, e la numero 24 nella Billboard 200 statunitense. Con oltre 11 milioni di copie vendute è l'album di remix più venduto nella storia della musica.

## Descrizione
Il disco fu realizzato principalmente per accompagnare la seconda serie di concerti dell'HIStory World Tour, che in quel momento stava per sbarcare in Europa. Il tour doveva supportare l'album HIStory, che aveva già superato i 25 milioni di copie ed era entrato nel Guinness dei primati come l'album doppio più venduto della storia ma, essendo un CD doppio con un conseguente costo doppio, nel 1997, a metà tournée, stava finendo la sua corsa e sparendo dalle classifiche. La Sony Music decise così di realizzare un album ibrido con al suo interno alcuni remix e degli inediti, in modo da avere qualcosa di più commerciale da promuovere durante il tour. Jackson comunicò alla casa discografica che non amava i remix e che non gli piaceva che qualcun altro mettesse mano ai suoi lavori. Tommy Mottola, allora amministratore delegato dell'etichetta, cercò di convincere Jackson dicendogli che i giovani amavano i remix, ma Jackson, dopo un'iniziale riluttanza, accettò solo se avesse potuto aggiungere più inediti e concludere il lavoro sul suo mediometraggio Ghosts, la cui travagliata lavorazione era iniziata nel 1993.

### Composizione
L'album incorpora elementi della musica house, industrial, techno, funk, gothic pop e operatic pop. Contiene i remix di Scream, This Time Around, Stranger in Moscow, Money, 2 Bad, Earth Song, HIStory e You Are Not Alone tratti da HIStory più cinque inediti.

### Gli inediti
I cinque inediti esplorano questioni psicologiche e sociali, tra cui la tossicodipendenza, l'ossessione sessuale, l'anormalità e la paura, e possono essere considerati un mini-concept album sul decadimento sociale: partendo dal tema della paura e del tradimento della title track e passando per la disperazione, la rabbia, il dolore e la confusione di Morphine e il disinganno in Superfly Sister, si arriva al tema del terrore e della paranoia di Ghosts e Is It Scary. Blood on the Dance Floor e Superfly Sister provengono dalle sessioni di Dangerous, mentre Ghosts, Is It Scary e Morphine dalle sessioni di HIStory. In Morphine sono presenti vari campionamenti, tra cui uno dal film di David Lynch The Elephant Man (1980), dove la voce di un'infermiera dice: «You heard what the doctor said?» («Ha sentito cosa ha detto il dottore?»). In varie interviste Jackson disse di essere affascinato dal personaggio di Joseph Merrick, l'"uomo elefante", con la cui vita passata sotto i riflettori aveva detto di riconoscersi, e la cui difficile vita era il soggetto del film. Is It Scary era stata inizialmente concepita per far parte della colonna sonora de La famiglia Addams 2 del 1993, ma il progetto non andò in porto a causa delle accuse di presunti abusi che colpirono il cantante e il pezzo rimase inedito. Fu inserita in Blood on the Dance Floor dopo essere stata rielaborata e riarrangiata.

### Dediche
Jackson dedicò l'album alla sua più cara amica, l'attrice Elizabeth Taylor, ai suoi genitori Katherine e Joe Jackson, ai familiari di Charlie Chaplin, ai suoi fan e a Elton John, che nel 1993 l'aveva aiutato a disintossicarsi da analgesici come la morfina e il demerol consigliandogli una clinica nel quartiere londinese di Chelsea, al quale egli stesso si era rivolto in passato.

## La copertina
La Sony Music e Jackson affidarono la direzione artistica della copertina a Nancy Donald, David Coleman e Frank Harkins, che incaricarono del servizio fotografico Bill Nation, che in precedenza aveva già lavorato con il cantante. Il fotografo realizzò degli scatti sul set del video di Blood on the Dance Floor, analogamente a quanto era stato fatto per la copertina di Bad, che proveniva dal set dell'omonimo video. La creazione della copertina passò allora a Will Wilson, un artista nordamericano di Baltimora, nel Maryland, che, partendo da una delle foto di Nation, dipinse un olio su tela rappresentante l'artista: abiti bordeaux e rossi, gamba destra sollevata, braccio destro eretto e a pugno chiuso e volto nella caratteristica espressione urlante della popstar. La postura del corpo ricordava il numero "7", il preferito dal cantante, e un passo eseguito durante la performance di They Don't Care About Us nell'HIStory World Tour.
Dopo gli attentati dell'11 settembre 2001 alcuni fautori delle teorie cospirazioniste ravvisarono nella cover dei simbolismi: secondo alcuni, le braccia di Jackson potevano rappresentare due lancette, come negli orologi di Topolino, che puntavano il numero 9 (il sinistro) e il numero 11 (il destro), ovvero la data dell'11 settembre secondo il formato americano (9/11); per altri le braccia potevano invece indicare le 8:46, ora in cui il primo aereo si schiantò sulle Torri Gemelle; inoltre, secondo altre interpretazioni, le nuvole che si fondono con i palazzi dietro al cantante rappresentarono una predizione del crollo delle torri. Jackson non rilasciò mai commenti in merito mentre Wilson ha dichiarato nel 2012: «Mi hanno chiesto cosa significano le nuvole e ho detto che non lo sapevo, ho solo cercato di renderlo carino. Non c'è alcun significato nascosto nel dipinto» ammettendo solo di aver nascosto nell'immagine le iniziali di un suo parente, grande fan di Jackson: «Ho un cugino, Matthew Hammond, ed è il più grande fan di Michael Jackson che io abbia mai incontrato. Gli ho detto che se avessi ottenuto la commissione, avrei messo le sue iniziali da qualche parte dove nessuno le troverà; è nell'angolo sinistro. Alcune delle finestre dell'edificio sono illuminate per creare una M e una H una accanto all'altra. Non l'ho mai detto a nessuno fino ad ora».

## Promozione

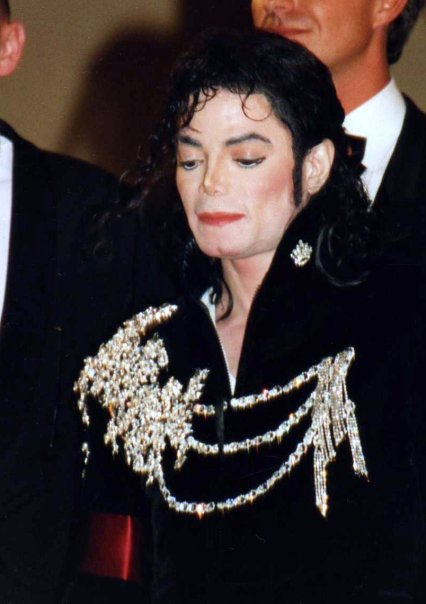
Michael Jackson scende le scale della montée des marches dopo la presentazione del suo cortometraggio Ghosts al Festival di Cannes del 1997

Prima dell'uscita dell'album, Michael Jackson collaborò con Stephen King a un mediometraggio di 40 minuti dal titolo Michael Jackson's Ghosts. Il minifilm conteneva degli effetti speciali creati da Stan Winston, che ne curò anche la regia. La colonna sonora era composta da tre canzoni del cantante: 2 Bad dall'album HIStory, Is It Scary e l'omonima Ghosts, entrambe da Blood on the Dance Floor. Fu presentato in anteprima, in una versione contenente solo la canzone 2 Bad, nel periodo di Halloween del 1996 in alcuni cinema selezionati negli Stati Uniti e, in seguito, vennero realizzate due prime esclusive per i fan in Giappone e Australia, durante il passaggio del cantante nei due paesi per il tour HIStory. L'anno seguente, venne invece presentato, nella sua versione definitiva, al Festival di Cannes 1997, ricevendo consensi positivi di pubblico e critica e successivamente pubblicato in VHS. Fino al 2013 Ghosts deteneva il record di "video musicale più lungo della storia" nel Guinness dei primati.
Alla pubblicazione dell'album di remix seguì un mini tour promozionale, che partì il 19 aprile dalla Francia, dove Jackson partecipò all'inaugurazione di una statua di cera che lo ritraeva al Musée Grevin di Parigi, introdotto da una performance dell'amico e mimo francese Marcel Marceau. Il 2 maggio 1997 il cantante arrivò allo stadio olimpico di Monaco di Baviera, dove tenne una conferenza stampa e ricevette le chiavi della città. Il 5 maggio, in Italia, partecipò come ospite speciale alla serata di premiazioni Telegatti 1997, presentata da Pippo Baudo, Milly Carlucci e mandata in onda da Canale 5 il giorno successivo: anticipato dalla proiezione del videoclip di Blood On The Dance Floor, l'artista venne introdotto da Luciano Pavarotti e comparve sul palco per assegnare il premio alla "migliore trasmissione televisiva italiana dell'anno". Il 6 maggio volò a Cleveland, negli Stati Uniti, per presenziare alla cerimonia di ammissione dei Jackson 5 alla Rock and Roll Hall of Fame. Il 31 maggio, infine, partì da Brema (Germania), la seconda e ultima parte dell'HIStory World Tour, dove l'artista si esibì per la prima volta dal vivo nella canzone Blood on the Dance Floor, che era stata aggiunta nella scaletta.

### Singoli
Da quest'album vennero estratti due singoli: il primo fu la title track Blood on the Dance Floor, che raggiunse la prima posizione nel Regno Unito e in Italia e la numero 42 nella Billboard Hot 100 statunitense; il secondo fu HIStory/Ghosts, che conteneva la canzone Ghosts e il remix del brano HIStory, e raggiunse la quinta posizione nella Official Singles Chart e la terza in Italia. Is It Scary avrebbe dovuto essere il terzo singolo estratto, ma fu infine cancellato e ne rimasero in giro solo alcune copie promozionali ormai stampate, a uso delle radio europee, che divennero in seguito oggetto da collezione; la maggior parte avevano la cover di colore o rosso o viola e avevano lo stesso numero di catalogo, quelle viola erano le meno diffuse e, quindi, di maggiore valore per i collezionisti.

## Tracce
1. Blood on the Dance Floor – 4:15 (Michael Jackson, Teddy Riley)
2. Morphine – 6:29 (Michael Jackson)
3. Superfly Sister – 6:28 (Michael Jackson, Bryan Loren)
4. Ghosts – 5:14 (Michael Jackson, Teddy Riley)
5. Is It Scary – 5:36 (Michael Jackson, James Harris III, Terry Lewis)
6. Scream Louder (Flyte Tyme Remix) – 5:27 (James Harris III, Terry Lewis, Michael Jackson, Janet Jackson)
7. Money (Fire Island Radio Edit) – 4:22 (Michael Jackson)
8. 2 Bad (Refugee Camp Mix) – 3:33 (Michael Jackson, Bruce Swedien, René Moore, Dallas Austin)
9. Stranger in Moscow (Tee's In-House Club Mix) – 6:54 (Michael Jackson)
10. This Time Around (D.M. Radio Mix) – 4:05 (Michael Jackson, Dallas Austin)
11. Earth Song (Hani's Club Experience) – 7:55 (Michael Jackson)
12. You Are Not Alone (Classic Club Mix) – 7:37 (R. Kelly)
13. HIStory (Tony Moran's HIStory Lesson) – 8:01 (Michael Jackson, James Harris III, Terry Lewis)

## Classifiche
| Classifica (1997) | Posizione massima |
| ----------------- | ----------------- |
| Australia         | 2                 |
| Austria           | 2                 |
| Belgio (Fiandre)  | 1                 |
| Belgio (Vallonia) | 2                 |
| Canada            | 16                |
| Finlandia         | 3                 |
| Francia           | 1                 |
| Italia            | 4                 |
| Norvegia          | 2                 |
| Nuova Zelanda     | 1                 |
| Regno Unito       | 1                 |
| Repubblica Ceca   | 21                |
| Stati Uniti       | 24                |
| Svezia            | 4                 |
| Svizzera          | 2                 |